# Jarablus
Jarablus, Jarabulus o Garablus (àrab: جرابلس, Jarābulus; turc: Cerablus; àrab sirià del nord: Jrāblos) és una ciutat de Síria, situada en la Governació d'Alep. Té una altitud de 367 m i es troba en la ribera occidental del riu Eufrates. En el cens de 2004 dut a terme per l'Oficina Central d'Estadístiques síria, Jarablus tenia 11.570 habitants.
Es troba al nord del llac Asad i just al sud de la frontera entre Síria i Turquia i la ciutat turca de Karkamış.

## Història
La ciutat és coneguda també pels noms "Yerablus" o "Yarablos", o per la seua transliteració anglesa "Jarabulus", "Jerablus" o "Jarablos". El topònim de la ciutat en el segle xviii sembla haver sigut "Djerabis", trobat també més tard com "Djeraboolos" o "Djerablus", que deriva probablement de Hieràpolis (avui dia Manbij, ciutat siriana situada al sud-oest de Jarablus).
Just al nord de Jarablus es trobava una important ciutat dels imperis de Mitanni, hitita i assiri, situada en el que actualment és la frontera entre Turquia i Síria. A l'origen la ciutat va rebre el nom de "Karkemish", i en temps dels grecs i romans, el seu nom va ser "Europos" (Εὐρωπός), possible origen de la forma moderna del topònim Yerabis.
Situada al costat sud del ferrocarril Istanbul-Bagdad, Jarablus es va convertir una ciutat fronterera amb Turquia segons dictava el Tractat de Lausana, després de la Primera guerra mundial.

### Guerra civil siriana
Després de l'esclat de la Guerra civil siriana, el 20 de juliol de 2012 els rebels de l'Exèrcit Lliure Sirià van capturar la ciutat juntament amb el seu lloc fronterer amb Turquia. No obstant això, per a principis de juliol de 2013, la població havia sigut capturada pel grup terrorista Estat Islàmic, afiliada llavors a al-Qaeda.
El gener de 2014, durant el conflicte entre Estat Islàmic i altres grups rebels, va tindre lloc a Jarablus una batalla pel seu control. Malgrat l'avanç rebel ocorregut entre el 13 i el 16 de gener, EI va ser capaç de recapturar el poble el dia 17. El 28 de febrer, una gran quantitat de combatents d'EI es van reagrupar a Jarablus després de retirar-se d'altres zones en la governació d'Alep.
El 24 d'agost de 2016 es va produir la intervenció turca al nord de Síria, com a resposta als avanços de les Forces Democràtiques de Síria (liderades pels kurds YPG) que acabaven d'alliberar l'estratègica ciutat de Manbij del domini d'EI. La intervenció turca consistia en una coalició liderada per Turquia i tropes de l'Exèrcit Lliure Sirià (ELS), amb l'objectiu de capturar la ciutat de Jarablus a Estat Islàmic. El 25 d'agost del mateix any es va complir amb dit objectiu, gràcies a les forces militars turques, recolzades pels EUA, i l'Exèrcit Lliure Sirià. El 27 d'agost, en les localitats veïnes de Yusef El Beik i Tal El Amarna, 10 km al sud, l'ELS i els tancs de l'exèrcit turc van atacar a Forces Democràtiques Sirianes (FDS) i les milícies kurdes sirianes Unitats de Protecció Popular (YPG), que intentaven alliberar Jarablus des de Manbij abans de la intervenció turca. El mateix dia, l'aviació turca va bombardejar la localitat de Jubb Al-Kusa, a 14 km al sud de Jarablus, controlada per combatents locals recolzats per les forces kurdes de les YPG.